# Catacombe van Sint-Alexander

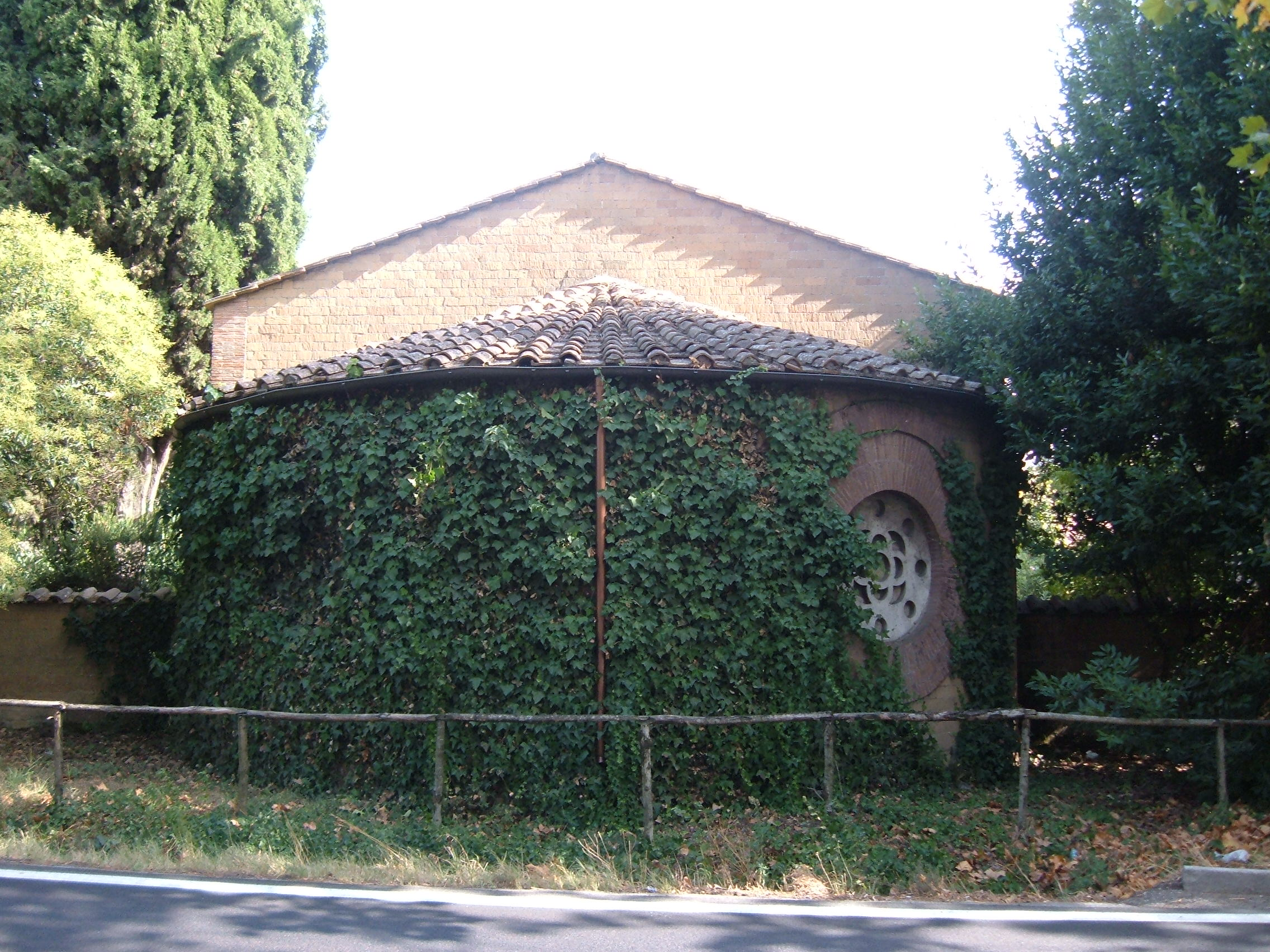
Apsis van de herbouwde basiliek van Sint-Alexander aan de Via Nomentana

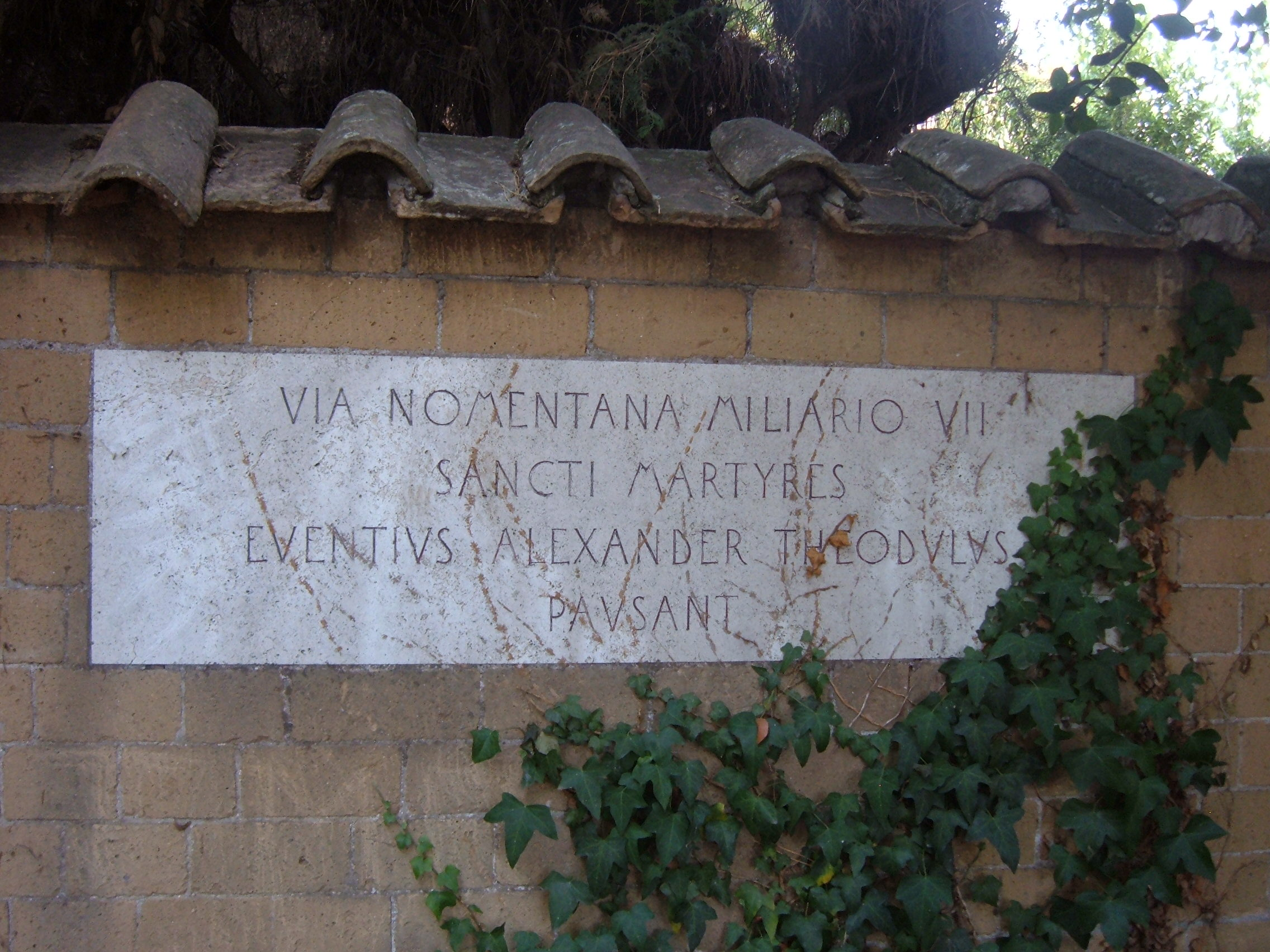
Plaquette bij de ingang van het catacombe

De Catacombe van Sint-Alexander (Italiaans: Catacombe di Sant'Alessandro) is een van de catacombecomplexen in de Italiaanse stad Rome. De catacombe bevindt zich op de zevende mijl van de Via Nomentana ten noordoosten van de door de Aureliaanse Muur omgeven stadskern.

## Geschiedenis
Het monumentale complex werd ontdekt door archeologische opgravingen in 1854, toen de overblijfselen van een catacombe en de martelaarsbasiliek aan het licht kwamen. De toewijding aan Alexander vloeit voort uit de ontdekking van een inscriptie in het complex dat de martelaar herdacht samen met zijn metgezellen Eventius en Theodulus, alle drie slachtoffers, waarschijnlijk, van de grote vervolging van Diocletianus (volgens een andere interpretatie zouden de drie echter zijn gestorven in de 116, ten tijde van keizer Trajanus). Dit complex geeft ook zijn naam aan de buurt.
Het complex van galerijen van de catacombe ontwikkelde zich op een enkele verdieping.
De basiliek werd aan het begin van de vijfde eeuw gebouwd (op de plaats van een ouder klein heiligdom) in opdracht van Urso, bisschop van Nomentum, ten tijde van paus Innocentius I. Het bestaat naast de basiliek uit een toegangshal, twee kamers met de graven van de drie martelaren en verschillende grafgebouwen. Tijdens de Grieks-gotische oorlog werden de catacombe en de basiliek zwaar verwoest.